# Nuoto ai Giochi della XX Olimpiade - 400 metri misti maschili
La competizione dei 400 metri misti maschili di nuoto ai Giochi della XX Olimpiade si è svolta il giorno 30 agosto 1972 alla Olympia Schwimmhalle di Monaco di Baviera.

## Programma
| Data           | Ora   | Round      | Note                         |
| -------------- | ----- | ---------- | ---------------------------- |
| 30 agosto 1972 | 10:00 | 5 Batterie | I migliori 8 tempi in finale |
| 30 agosto      | 18:00 | Finale     |                              |

## Risultati

### Batterie
| Pos. | Atleta              | Nazione       | Tempo   | Pos F |
| ---- | ------------------- | ------------- | ------- | ----- |
| 1    | András Hargitay     | Ungheria      | 4'37"51 | 2 Q   |
| 2    | Christian Lietzmann | Germania Est  | 4'44"47 | 10    |
| 3    | Roger van Hamburg   | Paesi Bassi   | 4'50"70 | 19    |
| 4    | José Luis Prado     | Messico       | 4'54"49 | 24    |
| 5    | Barry Prime         | Gran Bretagna | 4'57"77 | 27    |
| 6    | Jairulla Jaitulla   | Filippine     | 5'05"48 | 31    |

| Pos. | Atleta           | Nazione          | Tempo   | Pos F |
| ---- | ---------------- | ---------------- | ------- | ----- |
| 1    | Gunnar Larsson   | Svezia           | 4'34"99 | 1 Q   |
| 2    | John McConnochie | Nuova Zelanda    | 4'49"89 | 17    |
| 3    | Valentyn Partyka | Unione Sovietica | 4'50"03 | 18    |
| 4    | David Brumwell   | Canada           | 4'52"41 | 21    |
| 5    | Jiro Sasaki      | Giappone         | 4'53"65 | 23    |
| 6    | Antônio Azevedo  | Brasile          | 4'57"27 | 26    |
| 7    | Hsu Tung-Hsiung  | Taiwan           | 5'09"56 | 32    |

| Pos. | Atleta             | Nazione      | Tempo   | Pos F |
| ---- | ------------------ | ------------ | ------- | ----- |
| 1    | Steve Furniss      | Stati Uniti  | 4'39"33 | 5 Q   |
| 2    | Ricardo Marmolejo  | Messico      | 4'45"20 | 11    |
| 3    | Bertram Türpe      | Germania Est | 4'46"55 | 13    |
| 4    | Neil Martin        | Australia    | 4'49"85 | 16    |
| 5    | Csaba Sós          | Ungheria     | 4'52"89 | 22    |
| 6    | Sverre Kile        | Norvegia     | 4'59"72 | 29    |
| 7    | Gudmunður Gíslason | Islanda      | 5'03"54 | 30    |

| Pos. | Atleta           | Nazione          | Tempo   | Pos F |
| ---- | ---------------- | ---------------- | ------- | ----- |
| 1    | Tim McKee        | Stati Uniti      | 4'40"78 | 6 Q   |
| 2    | Graham Windeatt  | Australia        | 4'42"16 | 7 Q   |
| 3    | Mikhail Sukharev | Unione Sovietica | 4'43"13 | 9     |
| 4    | HaJo Geisler     | Germania Ovest   | 4'48"57 | 15    |
| 5    | Mauro Calligaris | Italia           | 4'52"02 | 20    |
| 6    | Michael Holthaus | Germania Ovest   | 4'58"19 | 28    |

| Pos. | Atleta            | Nazione      | Tempo   | Pos F |
| ---- | ----------------- | ------------ | ------- | ----- |
| 1    | Bengt Gingsjö     | Svezia       | 4'38"05 | 3 Q   |
| 2    | Gary Hall         | Stati Uniti  | 4'38"95 | 4 Q   |
| 3    | Wolfram Sperling  | Germania Est | 4'42"75 | 8 Q   |
| 4    | Jorge Delgado     | Ecuador      | 4'45"25 | 12    |
| 5    | Bruce Featherston | Australia    | 4'47"33 | 14    |
| 6    | Zbigniew Pacelt   | Polonia      | 4'55"38 | 25    |

### Finale
| Pos.    | Atleta           | Nazione      | Tempo   | Nota            |
| ------- | ---------------- | ------------ | ------- | --------------- |
| Oro     | Gunnar Larsson   | Svezia       | 4'31"98 | Record olimpico |
| Argento | Tim McKee        | Stati Uniti  | 4'31"98 | Record olimpico |
| Bronzo  | András Hargitay  | Ungheria     | 4'32"70 |                 |
| 4       | Steve Furniss    | Stati Uniti  | 4'35"44 |                 |
| 5       | Gary Hall        | Stati Uniti  | 4'37"38 |                 |
| 6       | Bengt Gingsjö    | Svezia       | 4'37"96 |                 |
| 7       | Graham Windeatt  | Australia    | 4'40"39 |                 |
| 8       | Wolfram Sperling | Germania Est | 4'40"66 |                 |